# Guy Marly
Guy Albert Edmond Mauzé dit Guy Marly, né le 4 janvier 1921 dans le 12e arrondissement de Paris et mort dans le 16e arrondissement de Paris le 22 janvier 2008, est un acteur et chanteur français.

## Filmographie

### Cinéma
- 1937 : La Maison d'en face de Christian-Jaque : Albert Pic
- 1941 : Premier Rendez-vous : Un élève du collège
- 1941 : Montmartre-sur-Seine
- 1945 : Blondine
- 1952 : Les Plaisirs de Paris
- 1952 : Traumschöne Nacht
- 1956 : Si Paris nous était conté : Un révolutionnaire
- 1957 : Une nuit aux Baléares
- 1963 : Le Bluffeur
- 1965 : Ces dames s'en mêlent : Mario
- 1965 : Coplan FX 18 casse tout de Riccardo Freda : Saïd
- 1966 : Roger la Honte  (Trappola per l'assassino) de Riccardo Freda : L'huissier au cercle
- 1966 : Pas de panique : Le contact de Jo à l'aéroport
- 1966 : La Fantastique Histoire vraie d'Eddie Chapman : Luftwaffe Officer
- 1967 : Coplan ouvre le feu à Mexico : Le docteur Krauz
- 1969 : La Femme infidèle : Police Officer Gobet
- 1969 : Sous le signe du taureau : Le monteur O.R.T.F.
- 1969 : Maldonne de Sergio Gobbi : Le réceptionniste
- 1969 : Que la bête meure de Claude Chabrol : Jacques Ferrand
- 1970 : L'Âne de Zigliara
- 1970 : Le Temps des loups : Le directeur du cercle de jeux
- 1970 : Tropique du Cancer : Dog Lover
- 1971 : Opération Macédoine de Jacques Scandelari
- 1971 : Un beau monstre
- 1971 : La Part des lions
- 1972 : L'Odeur des fauves
- 1973 : Les Voraces
- 1973 : L'Insolent
- 1973 : L'Affaire Crazy Capo : Le docteur
- 1974 : Paul et Michèle (Paul and Michelle) de Lewis Gilbert : Serveur
- 1974 : Gross Paris
- 1974 : Nada
- 1974 : Les Guichets du Louvre
- 1974 : Impossible... pas français
- 1976 : Cours après moi que je t'attrape
- 1976 : Bartleby : Un client
- 1977 : Il était une fois la Légion : Singing Legionnaire
- 1978 : Artignosse à Paris
- 1978 : La Petite Fille en velours bleu : Harrari
- 1984 : Le Sang des autres : Un homme
- 2006 : Président : Père président

### Télévision
- 1968 : Gorri le diable (série télévisée)
- 1969 : Les Cinq Dernières Minutes, épisode L'Inspecteur sur la piste de Claude Loursais
- 1970 : Les Enquêtes du commissaire Maigret de Claude Barma, épisode : Maigret et son mort : Un inspecteur dans l'immeuble
- 1971 : Quentin Durward (série télévisée)
- 1972 : Les Boussardel, mini-série réalisée par René Lucot adaptée de la suite romanesque Les Boussardel de Philippe Hériat
- 1972 : Les Rois maudits, feuilleton télévisé de Claude Barma
- 1972 : Les Évasions célèbres, épisode L'étrange trépas de Monsieur de la Pivardière : Diseur de complainte
- 1973 : Joseph Balsamo, feuilleton télévisé d'André Hunebelle
- 1973 : Le Jardinier, téléfilm de Antoine-Léonard Maestrati : Le premier adjoint
- 1973 : La Porteuse de pain, feuilleton télévisé de Marcel Camus
- 1974 : Malaventure ép. « Dans l'intérêt des familles » de Joseph Drimal
- 1975 : Saint-Just ou La force des choses (téléfilm) : Philippeaux
- 1977 : Dossier danger immédiat (Épisode "L'affaire Martine Desclos") de Claude Barma
- 1977 : Banlieue Sud-Est (feuilleton télévisé)
- 1979 : Le Dernier Choix du maréchal Ney (téléfilm) : Cayrol
- 1980 : Jean-Sans-Terre (téléfilm) : Le fonctionnaire
- 1981 : Ce monde est merveilleux (téléfilm) : Le gardien-chef
- 1981 : Anthelme Collet ou Le brigand gentilhomme (feuilleton télévisé) : M. Gasparini
- 1983 : Tante Blandine (téléfilm) : Mounier